# Furuskär, Brändö
Furuskär är en ö i Finland. Den ligger i Skärgårdshavet och i kommunen Brändö i landskapet Åland, i den sydvästra delen av landet. Ön ligger omkring 81 kilometer nordöst om Mariehamn och omkring 220 kilometer väster om Helsingfors.
Öns area är 3,4 hektar och dess största längd är 290 meter i sydväst-nordöstlig riktning.